# Synochoneura ochriclivis
Synochoneura ochriclivis es una especie de polilla de la familia Tortricidae. Se encuentra en Zhejiang, China.